# Bijaći
Bijaći su bili srednjovjekovno hrvatsko naselje na zapadnom dijelu Kaštelanskog polja, otprilike 5 kilometara sjeveroistočno od Trogira. Razvili su se oko crkve svete Marte na mjestu nekadašnje ville rustice iz 1. stoljeća na lokalitetu Stombrate, otprilike na pola puta između Traguriuma i Salone, u zaleđu obalnog naselja rimskih veterana Siculi. Obnovljen u kasnoj antici, dio vile postao je ranokršćanska crkva, koja je evoluirala između 5. i 7. stoljeća.
Dolaskom Hrvata, vjeruje se da je kompleks vile pretvoren u središte hrvatskoga kneževskog posjeda koji se protezao do obale, obuhvaćajući predio Divulja i crkvu sv. Vitala. U tom je razdoblju prva crkva popravljena i ponovno posvećena sv. Marti; moguće da je crkva bila dvorska crkva prvih hrvatskih knezova.
Najraniji spomen Bijaća nalazi se 852. (kao Byaci) u darovnici kneza Trpimira i 892. (kao Biaci) u ispravi kneza Muncimira kojom se potvrđuje Trpimirova darovnica, a svaka je poznata samo iz kasnijih prijepisa. Natpis na kamenom ciboriju s početka 9. stoljeća koji je za vrijeme kneza Mislava bio smješten u krstionici, kao i spomen svećenika Gumpertusa, svjedoče o postojanju franačke misionarske postaje na hrvatskom kneževskom posjedu. To označava završnu fazu pokrštavanja Hrvata u njihovim jadranskim naseobinama, proces podržan od papinske vlasti Rima i Karolinškog Carstva pod Karlom Velikim.
Sagrađena na ostatcima ranokršćanske trobrodne bazilike, starohrvatska crkva svete Marte bila je trobrodna građevina s uglatom apsidom i romaničkim zvonikom koji je dograđen 1197. Dimenzije crkve su 14,8×8 m. U blizini ruševina, istraživanjima 1902. – 1905. otkriveni su ostaci kasnoantičkog ranokršćanskog groblja s 15 grobova, kao i 13 ranosrednjovjekovnih hrvatskih grobova, uglavnom iz 10. i 11. stoljeća. U starokršćanskom sarkofagu iz 9. stoljeća pronađen je par naušnica i željezni nož. Uokolo kompleksa i dalje su vidljivi zidovi koji su ga okruživali.
Pronađeni su brojni ulomci hrvatskog pletera iz 9. i 10. stoljeća, među kojima i natpis s kraja 8. stoljeća koji spominje hrvatskog plemića (župana) i hrvatskog vladara. Ovaj je natpis najstariji poznati spomen hrvatskog imena nakon njihove seobe. Rekonstruirani četverokutni ciborij koji je pronađen u dijelovima danas se čuva u Muzeju hrvatskih arheoloških spomenika u Splitu. U blizini crkve pronađeno je i šest kamenih nadvratnika; moguće je da su pripadale zgradama kneževog dvora.
Srednjovjekovna crkva stradala je u osmanskim pohodima, a na njenoj je krstionici u 17. stoljeću sagrađena manja crkva. Zbog spolija ugrađenih u crkvu, ona je srušena tijekom iskapanja početkom 20. stoljeća i ponovo izgrađena na drugome mjestu.

## Povijest naseljavanja
Prema staroj ubikaciji, u starom je vijeku ovdje rimski car Klaudije (41. – 54.) osnovao naselje rimskih veterana Siculi. Ondje je za nagradu naselio svoje odane vojnike VII. i IX. legije koje je za odanost za vrijeme Skribonijanove pobune u Dalmaciji 42. g. nagradio zemljom koju im je dodijelio.
Ipak, nedavno je naselje Siculi pronađeno uz samu morsku obalu (koja je od tada tijekom milenija potonula cca 2 metra) ispod samih bungalova hotela Resnik u Kaštel Štafiliću.

## Položaj
Nalazi se podno brda Trećanice i brežuljka Velog Bijaća, na međi trogirskog i donjokaštelanskog polja.
Teško je utvrditi koliko je bilo područje naselja. Prema ispravi Andrije II iz 1207. Bijaći su kraljevsko dobro i pružalo se sve do mora, zauzimajući cijelo Podmorje. Kasnije se to kraljevsko dobro sve više smanjivalo jer su ga zauzimali privatnici, crkvene institucije i trogirska općina pa se i toponim danas odnosi na usko područje. Bijaći se danas nazivaju dva brežuljka. Veli Bijać (208 m) smješten je zapadno od Malog Bijaća koji je znatno manji. Na vrhu Velog Bijaća nalazi se crkva sv. Onofrija (sv. Nofar), koja je izgrađena 1475. godine. U najstarijem dobu hrvatske povijesti, Bijaći su sjedište hrvatskih vladara o čemu svjedoče i arheološka istraživanja kod crkve sv. Marte. Nalazili su se u Kliškoj županiji. Naselje se spominje u darovnici kneza Trpimira iz 859. godine (kao Byaci),  Muncimirovoj ispravi (Biaci), i u presudi kralja Zvonimira (Biaki). Za vrijeme rata između Genove i Mletaka (1378.)  postojala je osmatračnica u Bijaćima, čiji je zadatak da, ako se neprijatelj pojavi, uzbuni stanovnike Podmorja koji su se morali u roku od 6 sati pojaviti u gradu Trogiru. Po nalazima u grobovima na tom području može se zakljućiti da je kontinuitet naselja trajao od 10. do 16. stoljeća. Selo Bijaći je više puta opustjelo zbog ratova, međutim, u mirnim razdobljima stanovništvo se opet vraćalo. Zbog straha od turskih napada selo je posljednji put napušteno u 16. stoljeću. Izbjeglice iz Bijaća se naseljavaju u obližnji Kaštel Štafilić, prenoseći beneficije u novo naselje.

## Toponim Bijaći
Toponim Bijaći javlja se u više oblika: Biaci, Biach, Biache, Biacheche, Biachi, Biachio, Biacici, Biacico, Biaki, Biagi, Biche, Bico, Bicum, Biechy, Byaci i Bihač.
Po jednoj varijanti ime Bijaći dolazi od imena vlasnika imanja, Viatius (romanski slog ti odgovara hrvatskom č ili ć). Naziv Bijaći su preuzeli hrvatski vladari koji su nastavili živjeti na imanju nakadašnjeg vlasnika i to imanje pretvorili u predium regale (kraljevsko dobro).

## HAD "Bihač"
Prvo hrvatsko arheološko društvo imalo je naziv „Bihač“ (naknadno promijenjeno u ime „Bihać“). To je društvo na poticaj Franje Račkoga osnovao don Frane Bulić 1849. Prva skupština društva je održana kod iskopina crkve sv. Marte u Bijaćima. Društvo je izabralo ime Bihač jer je osnovano u vrijeme kada se vjerovalo da će se u Kaštelanskom polju (u Bijaćima) naći ostaci veličanstvenih građevina iz doba hrvatske narodne dinastije.